# Jimmy O'Rourke
Jimmy O'Rourke (Edimburgo, 18 settembre 1946 – Edimburgo, 15 novembre 2022) è stato un calciatore e allenatore di calcio scozzese, di ruolo attaccante.

## Carriera

### Calciatore
Formatosi nell'Holycross Academy, nel 1962 viene ingaggiato dall'Hibernian con cui esordisce nella stagione 1962-1963 ottiene il sedicesimo posto finale mentre nella Coppa delle Fiere 1962-1963 giunge ai quarti di finale.
Nella stagione 1963-1964 conquista il decimo posto finale. Il quarto posto è ottenuto l'anno dopo.
Nella stagione 1965-1966 O'Rourke con i suoi ottiene il sesto posto finale, a cui segue un quinto l'anno seguente.
Nell'estate 1967 con gli Hibs disputò l'unica edizione del campionato dell'United Soccer Association, lega che poteva fregiarsi del titolo di campionato di Prima Divisione su riconoscimento della FIFA: quell'edizione della Lega fu disputata utilizzando squadre europee e sudamericane in rappresentanza di quelle della USA, che non avevano avuto tempo di riorganizzarsi dopo la scissione che aveva dato vita al campionato concorrente della National Professional Soccer League; gli scozzesi rappresentarono i Toronto City Soccer Club. Gli Hibs, nelle veci del Toronto City non superarono le qualificazioni per i play-off, chiudendo la stagione al terzo posto della Eastern Division.
Nella stagione 1967-1968 ottiene il terzo posto finale, raggiungendo inoltre la semifinale della Coppa delle Fiere 1967-1968.
Chiude la Scottish Division One 1968-1969 al dodicesimo posto, mentre il cammino nella Coppa delle Fiere 1968-1969 si ferma agli ottavi di finale. Raggiunge inoltre la finale della Scottish League Cup 1968-1969, persa contro il Celtic Football Club.
Nella stagione 1969-1970 ottiene il terzo posto finale, a cui segue nel 1970-1971, il dodicesimo posto finale.
Nella Scottish Division One 1971-1972 ottiene il quarto posto finale, a cui segue un terzo l'anno seguente e la vittoria della Coppa di lega scozzese.
Nell'ultima stagione agli Hibs O'Rourke ottiene il secondo posto finale.
Nel 1974 passa al St. Johnstone, con cui ottiene il nono posto nella Scottish Division One 1974-1975, mentre la stagione seguente retrocede in cadetteria a seguito al decimo ed ultimo posto finale.
Nella stagione 1976-1977 passa al Motherwell, con cui ottiene il settimo posto finale a cui segue l'anno seguente il sesto posto.

### Allenatore
Ritiratosi entra nello staff tecnico dell'Hibernian.

## Palmarès

### Calciatore
- Scottish League Cup: 1

Hibernian: 1972-73